# Oxya cyanipes
Oxya cyanipes är en insektsart som först beskrevs av Heinrich Hugo Karny 1907.  Oxya cyanipes ingår i släktet Oxya och familjen gräshoppor. Inga underarter finns listade i Catalogue of Life.